# Districtul Paphos
Districtul Paphos (greacă Πάφος, turcă Baf) este unul dintre cele șase districte ale Ciprului. Cele patru municipalități ale districtului sunt Paphos, Yeroskipou, Peyia și Polis Chrysochous.
1. 1 2  http://web.archive.org/web/20191226002033/http://www.moi.gov.cy/moi/da/dadmin.nsf/dmlhistory_en/dmlhistory_en?OpenDocument Historical background Verificați valoarea |archive-url= (ajutor) (în engleză), arhivat din original la 26 septembrie 2019, accesat în 26 septembrie 2019
2. 1 2  https://web.archive.org/web/20180609163946/http://www.moi.gov.cy/moi/da/dadmin.nsf/dmlhistory_gr/dmlhistory_gr?OpenDocument Επαρχιακές Διοικήσεις Verificați valoarea |archive-url= (ajutor) (în greacă), arhivat din original la 9 iunie 2018, accesat în 9 iunie 2018
3. ↑  https://web.archive.org/web/20180811004539/http://www.moi.gov.cy/moi/da/dadmin.nsf/dmlmessagepap_gr/dmlmessagepap_gr?OpenDocument Χαιρετισμός επάρχου - Επαρχιακή διοίκηση Πάφου Verificați valoarea |archive-url= (ajutor) (în greacă), arhivat din original la 11 august 2018, accesat în 11 august 2018
4. ↑  https://web.archive.org/web/20180811004709/http://www.moi.gov.cy/moi/da/dadmin.nsf/dmlcvpap_gr/dmlcvpap_gr?OpenDocument Βιογραφικό Σημείωμα- Επαρχιακή διοίκηση Πάφου Verificați valoarea |archive-url= (ajutor) (în greacă), arhivat din original la 11 august 2018, accesat în 11 august 2018
5. ↑  ΤΑΞΙΝΟΜΗΣΗ ΓΙΑ ΤΟΝ ΒΑΘΜΟ ΑΣΤΙΚΟΠΟΙΗΣΗΣ ΣΤΗΝ ΚΥΠΡΟ (în greacă), Statistiki Ypiresia tis Kypriakis Dimokratias[*], 1 mai 2016, arhivat din original la 18 ianuarie 2018, accesat în 13 ianuarie 2018
6. ↑  CLASSIFICATION FOR THE DEGREE OF URBANISATION IN CYPRUS (în engleză), Statistiki Ypiresia tis Kypriakis Dimokratias[*], 1 mai 2016, arhivat din original la 18 ianuarie 2018, accesat în 13 ianuarie 2018